# Mejo (Einheit)
Der Mejo, auch Meyo, war ein portugiesisches und brasilianisches Getreide- und Salzmaß.
- 1 Mejo = 2 Quartos = 4 Selemis = 22,7 Pariser Kubikzoll = 8 Maquias
  - Alqueira = 2 Meyos
  - 1 Fanega = 8 Meyos
  - 1 Moyo = 120 Meyos

- Portugal: 1 Mejo = 6,92 Liter
- Brasilien: 1 Mejo = 18 1/8 Liter